# Bosque de Viena
Bosque de Viena är en ort i Mexiko.   Den ligger i kommunen Corregidora och delstaten Querétaro Arteaga, i den centrala delen av landet, 180 km nordväst om huvudstaden Mexico City. Bosque de Viena ligger 1 937 meter över havet och antalet invånare är 136.
Terrängen runt Bosque de Viena är kuperad åt sydost, men åt nordväst är den platt. Runt Bosque de Viena är det ganska tätbefolkat, med 104 invånare per kvadratkilometer. Närmaste större samhälle är Santiago de Querétaro, 6,0 km norr om Bosque de Viena. Omgivningarna runt Bosque de Viena är en mosaik av jordbruksmark och naturlig växtlighet.